# Pfaffstätt
Pfaffstätt – miejscowość i gmina w Austrii, w kraju związkowym Górna Austria, w powiecie Braunau am Inn. Liczy 989 mieszkańców.